# Moskvitch 400
O Moskvitch 400-420 é um automóvel lançado em 1947 pelo fabricante soviético Moskvitch.

## Antecedentes
Em 1940 e 1941, foram produzidas 500 unidades do KIM-10-50, o primeiro carro compacto soviético. Foi inspirado no Ford Prefect de quatro portas de tamanho semelhante e, apesar do baixo preço, equipado com recursos como relógio mecânico e indicadores do nível de óleo e da temperatura da água no radiador. No entanto, as prioridades nacionais mudaram com a invasão alemã no Verão de 1941, e a produção do carro foi interrompida e não retomada após a guerra.
No final da guerra, a União Soviética considerou os planos e ferramentas do Opel Kadett K38 1939 como parte do pacote de reparações de guerra, uma vez que as ferramentas na fábrica de Rüsselsheim estavam praticamente intactas; os residentes desmontaram as ferramentas de produção do Kadett e carregaram cinquenta e seis vagões de carga com destino a Moscou e à recém-construída "Fábrica de Stalin" (ZIS). No entanto, de acordo com fontes russas recentes, os planos e ferramentas do Kadett não foram de fato capturados da fábrica, porque não sobreviveram lá (e o que sobreviveu era apropriado para a produção de um modelo de duas portas).

## Desenvolvimento
O desenvolvimento começou em 1944, seguindo um plano pré-guerra para produzir um carro construído internamente, capaz de ser usado e mantido por cidadãos que viviam fora das grandes cidades. A fábrica KIM foi selecionada para construir o carro, tendo como base o KIM-10-52 do pré-guerra (não construído devido à Segunda Guerra Mundial), com produção aprovada em maio de 1945 e protótipos destinados a ficarem prontos em dezembro. No final de maio, contudo, estes planos falharam.
Foi Josef Stalin quem escolheu pessoalmente, em junho de 1945, um Opel Kadett de quatro portas para se tornar o primeiro carro soviético popular produzido em massa, então os planos e ferramentas de uma versão de quatro portas tiveram que ser reconstruídos com a ajuda de engenheiros alemães, que trabalharam em numa zona de ocupação soviética. A União Soviética não foi o único país a adotar o design naquela época: o Kadett impressionou Louis Renault e inspirou fortemente o seu Renault Juvaquatre produzido em 1937-1960.

## Moskvitch 400

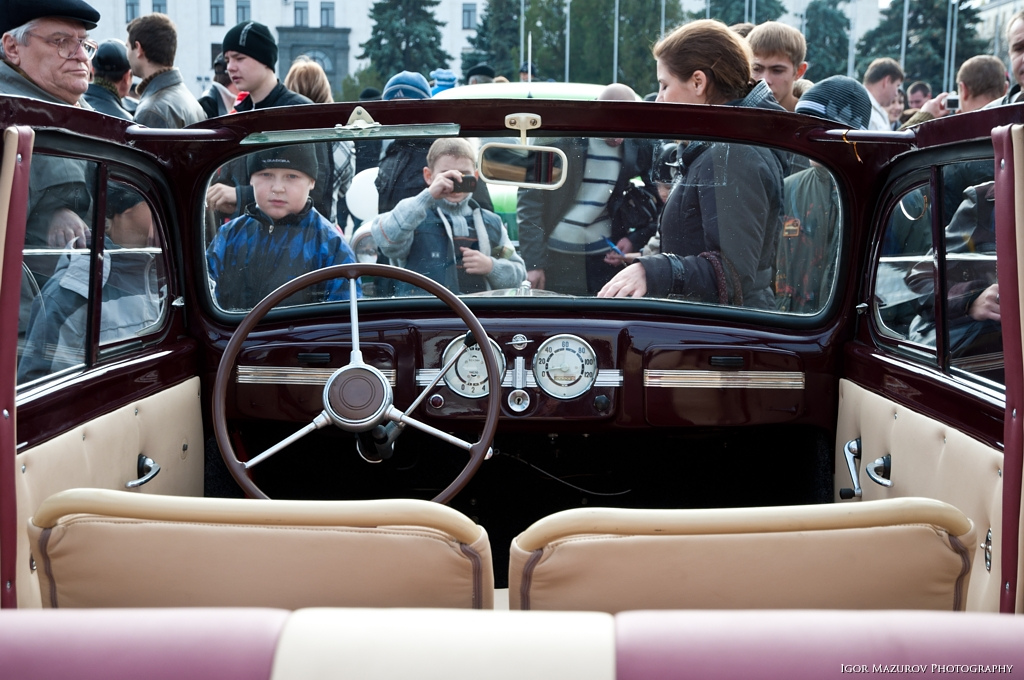
Interior do Moskvitch-400-420A

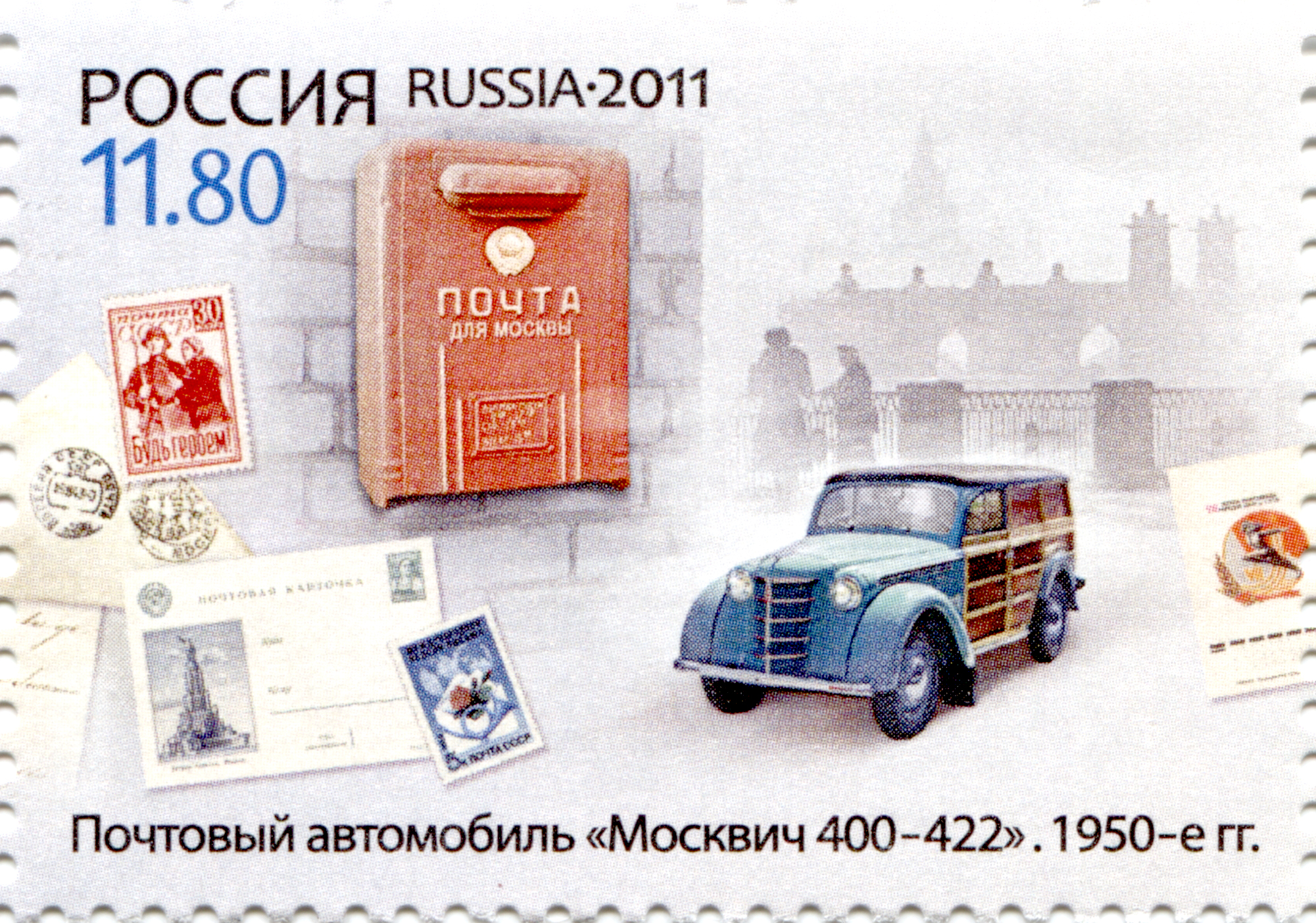
Selo postal ilustrando o Moskvitch 400-422, 1950

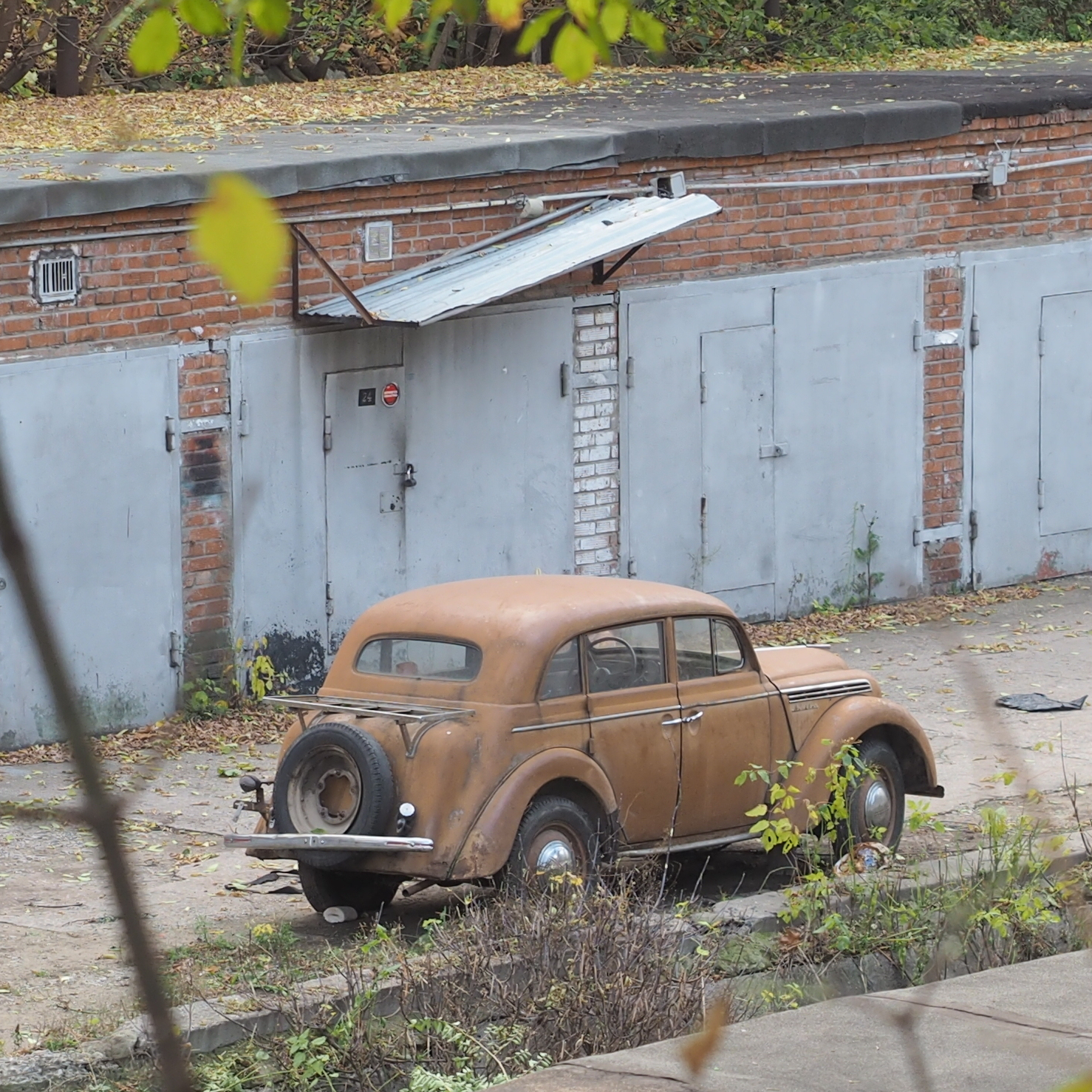
Vista traseira

Depois que a KIM foi renomeada para MZMA (Moscovskiy Zavod Malolitrazhnyh Avtomobiley, Fábrica de Moscou para Fabricação de Carros Pequenos) em agosto de 1945, o novo carro estava pronto para produção antes do final de 1946 (um pouco atrás do prazo planejado de junho): o primeiro 400-420 foi construído 9 de dezembro, "400" significava um tipo de motor e "420" o estilo de carroceria (sedã). Com construção unificada, suspensão dianteira independente, transmissão manual de três velocidades e freios hidráulicos, era movido por um motor de quatro cilindros em linha de 1.074 cc e 23 cv (com taxa de compressão de 5,6:1). A aceleração de 0 a 80 km/h levava 55 segundos e atingia 11 km/L (a melhor de qualquer carro soviético da época). Com uma distância entre eixos de 2.340 mm e uma distância ao solo de 200 mm, media 3.855 mm de comprimento, 1.400 mm de largura e 1.550 mm de altura. Aprovados para produção em massa pelo governo soviético em 28 de abril de 1947, 1.501 foram construídos no primeiro ano, sendo 4.808 em 1948 e 19.906 em 1949, mesmo ano em que um filtro de óleo de malha foi introduzido. Em 1951, o sincronizador foi introduzido nas duas marchas superiores e a alavanca das mudanças foi transferida para a coluna de direção.
Em 1948, uma perua woodie, a 400-422, com uma carga útil de 800 kg, entrou em produção, mas o protótipo semelhante de perua 400-421 e uma picape nunca entraram em produção. O conversível 400-420A estreou em 1949.
O 400 foi colocado à venda na Bélgica em outubro de 1950, tornando-se um dos primeiros produtos de exportação automotiva soviética, ao preço de £ 349: abaixo do Ford Prefect e Anglia, e bem abaixo do Morris Minor. A revista Motor elogiou o silêncio do motor, o calibre do acabamento e a qualidade do passeio.
O 100.000º Moskvich foi construído em outubro de 1952.
Vários protótipos também foram construídos. Em 1949, a proposta de um 401E-424E de 26 cv melhorado e um 403E-424E de 33 cv viu apenas seis exemplares construídos. Depois disso, em 1951, a fábrica produziu o cupê 403-424A com motor quatro de 35 cv. O "impressionante" 404 Sport de 1954 usava um novo motor hemi OHV de 58 HP.

## Moskvitch 401
O Moskvitch 401 (designação completa: Moskvitch 401-420) foi lançado em 1954, uma variante melhorada do 400-420. Pesa 885 kg e era movido por um motor de quatro cilindros em linha de válvulas laterais de 1.074 cc, aumentado de 23 cv para 26 cv, graças a uma taxa de compressão mais alta, de 6,2:1, e coletores de admissão e escapamento aprimorados. Outras mudanças incluíram um novo motor de partida, dínamo, rolamentos de roda e freio de mão.
Ambos os modelos eram externamente idênticos. Atingia uma velocidade máxima de 90 km/h.
A variante de furgão de entrega 400-422 foi renumerada para 401-422. (Sua produção continuou até dezembro de 1956.) Havia também uma versão picape, a 401-420B.
Parte da produção foi exportada, entre outros países, para a Alemanha Oriental e Noruega. A produção terminou em 1956, quando o design estava bastante desatualizado. Na altura, os utilizadores privados na Noruega precisavam de uma autorização de câmbio para comprar um carro novo importado. Isto não se aplicava aos carros russos que, como um "gesto amigável", eram fornecidos em troca de peixe.
A produção do sedã terminou em 20 de abril de 1956, quando foi substituído pelo Moskvitch 402. 247.439 foram construídos, contando tanto o 400 quanto o 401.